# Thomas Hedengran
Ulf Thomas Hedengran, född 11 februari 1965 i Stockholm, är en svensk skådespelare.

## Biografi
Hedengran växte upp i Sveg och fick sitt skådespelarintresse väckt när TV-serien Katitzi spelades in på orten i slutet av 1970-talet. Han sökte till konstskola, men kom inte in, och arbetade under flera år med diverse yrken som vid långvården, på en bilskrot, fjällhotell med mera. Sin skådespelarutbildning fick han först vid Calle Flygare Teaterskola 1988–1990, vilket följdes av privata studier, bland annat vid Studio Lederman, och Kulturamas skådespelarlinje. Därefter var han verksam vid olika scener, till exempel 1989 i Blodsbröllop på Söderteatern, 1991 i Simson och Delila på Folkoperan och vid Spegelteatern. Han medverkade i musikalen Lorden från gränden på Intiman och spelade 265 föreställningar av revyn Alla ska bada med Galenskaparna och After Shave, en roll han fick sedan en av gruppens medlemmar, Peter Rangmar, oväntat avled strax före premiären. Han har även medverkat i mindre roller i ett par andra av gruppens film- och TV-produktioner så som Åke från Åstol och Den enskilde medborgaren. Han spelade även farsen Stulen kärlek på Lisebergsteatern i Göteborg, senare på Intiman i Stockholm och slutligen på turné i södra Sverige. På scen har han ofta samarbetat med Ulf Larsson bland andra i Söderkåkar på Tantolundens friluftsteater och militärfarsen Kärlek är bästa försvar på Armémuseum i Stockholm.
Han gjorde sitt första filmframträdande 1988 i den för Vägverket producerade dramadokumentären Dead Line. Han blev känd för en större publik med sin medverkan i TV-serien Solo (1994), där han spelade en av de två rivaliserande bröderna. Hans roller kännetecknas inte sällan av ett slags allvarlig, dramatisk och torrolig norrländsk humor, till exempel rollen i Galenskaparna och After Shaves TV-version av föreställningen Alla ska bada och relationskomedin Mitt i livet (båda 1999). Han har även ofta gestaltat trygga pappor och myndighetspersoner, till exempel som brandsoldat i kortfilmen Victor (1998) och TV-serien Pip-Larssons (1998). I kontrast till detta kan nämnas hans medverkan i Kjell Sundvalls Jägarna (1996), där han spelade en mordisk tjuvjägare. Han har också medverkat i julkalendrarna Julens hjältar (1999) och Tjuvarnas jul (2011).

## Filmografi
- 1992 – Byhåla 2: Tillbaka till Fårrden (TV-serie)
- 1992 – Ha ett underbart liv
- 1994 – Den vite riddaren (TV-serie)
- 1994 – Solo (TV-serie)
- 1995 – Du bestämmer (TV-serie)
- 1995 – Snutarna (TV-serie)
- 1996 – Jägarna
- 1996 – När Finbar försvann
- 1996 – Anna Holt (TV-serie)
- 1998 – Aspiranterna (TV-serie)
- 1998 – Kvinnan i det låsta rummet (TV-serie)
- 1998 – Hamilton
- 1998 – Pip-Larssons (TV-serie)
- 1998 – Sanna ögonblick
- 1998 – Victor
- 1998 – Vita lögner (TV-serie)
- 1998 – Åke från Åstol
- 1999 – Alla ska bada
- 1999 – Göran – En stafettfilm
- 1999 – Julens hjältar (TV-serie)
- 1999 – Mitt i livet (TV-serie)
- 1999 – Sally (TV-serie)
- 1999 – En liten julsaga
- 2000 – Nya tider (TV-serie)
- 2001 – Tsatsiki – vänner för alltid
- 2001 – Sjätte dagen (TV-serie)
- 2002 – Den osynlige
- 2003 – Paragraf 9 (TV-serie)
- 2004 – The Last Picture Show
- 2004 – Välkomna tillbaka
- 2005 – Blodsbröder
- 2005 – Kommissionen (TV-serie)
- 2005 – Kvalster (TV-serie)
- 2005 – Uttagningen
- 2006 – Den enskilde medborgaren
- 2006 – Frostbiten
- 2006 – Sökarna – Återkomsten
- 2008 – Död vid ankomst
- 2008 – Oskyldigt dömd (TV-serie)
- 2008 – Höök (TV-serie)
- 2009 – Beck – Levande begravd
- 2009 – Kommissarien och havet - Den mörka ängeln (TV-serie)
- 2009 – Prinsessa
- 2010 – Bekännelsen
- 2011 – Marianne
- 2011 – The Stig-Helmer Story
- 2011 – Tjuvarnas jul (TV-serie) (julkalender)
- 2012 – Arne Dahl: Europa Blues (TV-serie)
- 2012 – Halv åtta hos oss
- 2013 – Studentfesten
- 2014 – Tjockare än vatten (TV-serie)
- 2014 – Tjuvarnas jul – Trollkarlens dotter
- 2014 – Faust 2.0
- 2016 – Höstmåne
- 2017 – Borg
- 2018 – Advokaten (TV-serie)
- 2018 – Draug
- 2023 – Karusell
- 2023 – Det är något som inte stämmer

## Teater

### Roller (ej komplett)
| År   | Roll                                                                                           | Produktion                                                                          | Regi             | Teater                     |
| ---- | ---------------------------------------------------------------------------------------------- | ----------------------------------------------------------------------------------- | ---------------- | -------------------------- |
| 2000 |                                                                                                | Lorden från gränden (Me and My Girl) L. Arthur Rose och Noel Gay                    | Thomas Ryberger  | Intiman                    |
| 2003 |                                                                                                | Bussresan Ulf Larsson                                                               | Ulf Larsson      | Vasateatern                |
| 2004 | Jana m. fl.                                                                                    | Söderkåkar Gideon Wahlberg                                                          | Ulf Larsson      | Tantogården                |
| 2004 | Adam Persson                                                                                   | Stulen kärlek Krister Claesson                                                      | Krister Claesson | Lisebergsteatern, Göteborg |
| 2005 | Adam Persson                                                                                   | Stulen kärlek Krister Classon                                                       | Krister Classon  | Intiman                    |
| 2006 |                                                                                                | Asiat i spa't Anders Albien                                                         | Anders Albien    | Halmstads Teater           |
| 2007 | Pastor Nordström                                                                               | Hemsöborna – Väldigt fritt efter August Strindberg Krister Classon och Lars Classon | Krister Classon  | Vallarnas friluftsteater   |
| 2009 | Kapten Carl Marklund                                                                           | Virus i bataljonen Lars Classon och Per Andersson                                   | Ulf Dohlsten     | Vallarnas friluftsteater   |
| 2010 | Oscar, dräng                                                                                   | En mor till salu Lars Classon och Per Andersson                                     | Ulf Dohlsten     | Vallarnas friluftsteater   |
| 2012 | Ensemble Dr. Jake Houseman (Understudy) Max Kellerman (Understudy) Mr. Schumacher (Understudy) | Dirty Dancing Eleanor Bergstein                                                     | Anders Albien    | Chinateatern               |
| 2013 | Torsten                                                                                        | Livat i parken Lars Classon och Torbjörn Karlsson                                   | Lars Classon     | Vallarnas friluftsteater   |
| 2020 | Evald Eriksson Blom                                                                            | Stulen kärlek Krister Classon                                                       | Pär Nymark       | Lisebergsteatern           |